# Christian Le Lann
Pour les articles homonymes, voir Le Lann.
Christian Le Lann, né le 19 octobre 1946 à Paris, est un maître boucher et syndicaliste français.

## Biographie

### Famille et études
Fils et petit-fils d’artisans bouchers, Christian Le Lann grandit dans la boutique familiale, située depuis 1922 au 242 bis rue des Pyrénées, dans le XXe arrondissement de Paris. À 14 ans il entre en apprentissage dans la boucherie de ses parents. Après l’obtention de son CAP et d’un brevet professionnel, il passe un diplôme à l’IUT de Caen.

### Activités professionnelles
En 1977, il reprend la boucherie de ses parents. Au cours de sa carrière, il forme une trentaine d’apprentis dont plusieurs deviendront à leur tour chefs d’entreprise. Christian Le Lann s’intéresse par la suite à la fromagerie, son autre passion.

### Activités syndicales et mandats exercés
Dès 1970, il est membre de la Confédération Française de la Boucherie, Boucherie-Charcuterie, Traiteurs (CFBCT). En 1995, il est élu à la Chambre de métiers et de l’artisanat de Paris, en devient président en 2005, avant d’être réélu en 2010. Cette même année, alors président de la section parisienne de la fédération de la Boucherie de Paris-région parisienne, il est désigné président de la CFBCT pour défendre et promouvoir le métier de boucher sur le plan national. Il est réélu en 2013. Il préside également le Fonds d’assurance formation des chefs d’entreprise artisanale (FAFCEA).Christian Le Lann siège par ailleurs au Conseil Economique Social et Environnemental (CESE) au titre de la vie économique et du dialogue social depuis 2010. Il est vice-président de l’Union Professionnelle Artisanale (UPA) depuis 2010 également. En novembre 2016, il cède sa place à la présidence de la CMA de Paris à Pascal Barillon, artisan boulanger. Le 1er janvier 2017, Jean-François Guihard lui succède à la tête de la CFBCT.

### Engagements et actions
Dans ses engagements en faveur de la défense de l’artisanat, on peut citer son action pour la revalorisation des métiers du secteur, en développant la formation et l’apprentissage. Aujourd’hui la boucherie est un des secteurs de l’artisanat qui attire le plus de jeunes et de personnes en reconversion, avec un nombre d'apprentis en hausse dans les CFA. Christian Le Lann rappelle régulièrement aux jeunes que devenir boucher c’est choisir « un métier d’avenir ».
En 2011, il publie en collaboration avec Valérie Solvit, « Louchébem », un recueil de textes de personnalités qui rendent hommage à la viande. L’ouvrage contribue à redorer l’image de la profession de boucher, au même titre qu’un défilé de mode qu’il organise avec des mannequins en tabliers.
Parmi ses autres actions, on notera son combat contre la Loi de Modernisation de l’Économie, la généralisation du travail le dimanche, ou encore la sauvegarde des dénominations des morceaux de boucherie. En collaboration avec la Chambre des métiers de Berlin et la Mairie de Paris, il organise, en février 2015, une exposition à l’Hôtel de Ville de Paris qui met à l’honneur des créateurs parisiens et berlinois, dans le domaine du design et des métiers d’art. Fin 2016, il crée l'Association Française pour la Promotion des Terroirs et des Saveurs (AFPTS) dans le but de fédérer les défenseurs de l'alimentation de qualité.

## Décorations
- Chevalier de la Légion d'honneur Il est fait chevalier le 31 décembre 2012[18].
- Officier de l'ordre national du Mérite Il est directement fait officier le 29 mai 2019[19].
- Officier de l'ordre du Mérite agricole
- Officier de l'ordre des Palmes académiques